# Ma Jianjun
Ma Jianjun (Baise, 8 oktober 1984) is een Chinees waterpolospeler.
Ma Jianjun nam als waterpoloër één keer deel aan de Olympische Spelen in 2008.